# Миро Гечев
Мирослав Радославов Гечев, по-известен като Miro Gee е роден на 14 юни 1985 г. Той е български изпълнител, композитор и продуцент на хитове в класации из цяла Европа, носител на множество музикални награди. Неговият първи #1 хит „Ти беше“ /в изпълнение на Руши Видинлиев/ застава на първо място за 3 поредни седмици в официалната Еърплей класация на България „Българският Топ 100“ (2004).
Професионалното му досие в периода 2001 – 2011 година съдържа различни проекти като продуцент, автор и изпълнител на над 300 звукозаписа. Сред тях са някои от най-известните имена на българската сцена като Нели Петкова, Карла Рахал, Ирина Флорин, Мариана Попова, Галя & Сатен, Руши Видинлиев, Dee и някои чужди продуценти и автори като Енцо Мори и Стефан Кларк (Франция), Йоан Симон (Франция), Къртис Ричардсън (САЩ).
Miro Gee е създател на лейбъла 2АМ /2005/ и на музикалния проект Star Tattooed.
Неговият сингъл Make Me High (2006) е първата българска песен, издадена от световен мейджър лейбъл – Universal – Франция. CD-сингълът достига Топ 30 според официалната класация на Франция (Yacast). Песента е класирана и в годишния Топ 60 на Русия и в Топ 7 на Исландия.

## Дискография
(2011)
Dee & Miro Gee – White
Нели Петкова – Ето това
Nelly Petkova с участието на Miro Gee – Lucky One
Dee & Miro Gee – My Girlfriend
(2010)
Yohanne Simon с участието на Ruth – Scream My Name
(2009)
Miro Gee pres. Angelique Cinelu – Very Very Hot
Star Tattooed с участието на Alexandra – Baby
Ку-ку бенд, Годжи & Рейди Бризуела – Yo Tequiero
(2008)
Аксиния с участието на Knas – Губиш
Невена Цонева – Не изчезвай
Star Tattooed с участието на Plamen – Sorry
Knas с участието на B.O.Y.A.N. – Комплименти
(2007)
Star Tattooed с участието на Daniela – What A Music!
(2006)
Star Tattooed с участието на AVA – Make Me High
Крум – Не си играй с мен
Крум – Мислите ми плени
Крум – Докога
Expose – Кажи ми да
(2005)
Ицо Хазарта, GoodSlav & Миро Гечев – Не питай защо
Евгения Александрова – За мен си непознат
AVA – Още вярвам в теб
AVA – Може би
AVA – I Love You
AVA – Tell Me Why
Петя Павлова – I Told U
Устата – 100%
Руши Видинлиев – 5 секунди, 7 думи
Руши Видинлиев – Ретро любов
Руши Видинлиев – Just An Average Man
Светла Иванова – Сластно (Love Story)
Светла Иванова – Филм
Петър Антонов – P.S.1
Лилана – Day & Night
(2004)
Руши Видинлиев – Ти беше
Руши Видинлиев с участието на Устата – Instead
Руши Видинлиев – You And Me
Руши Видинлиев – Не казвай
Руши Видинлиев – Независим
Руши Видинлиев с участието на Цветана Манева – Непознати очи
Нети – Лятно време
Мариана Попова – Можем пак
Евгения Александрова – Късно е днес
Galia & Saten – И ти ли...?
Галя & Сатен – Колко боли
Галя & Сатен – В плен
Галя & Сатен с участието на Нина Николина – Моя
Ирина Флорин – Виновна
(2003)
Карла Рахал – I Wish You
Карла Рахал – They Don’t Know
Ball Face – Кво си мислим
Ball Face – Задни мисли
Ball Face – 8-ият Облак
Ball Face – Е така
Момчешки свят – Имам нужда от теб
Sofia – Сянка
Sofia – Виновна
(2002)
Mania – Мога и без теб
Mania – Игра
Mania & Ицо Хазарта – Бяло
(2001)
Eksplozia & Karbovski – Lilite (Sex)
Eksplozia – Energetika

## Награди и номинации
„БГ Албум на 2003“ БГ Радио – „Независим“ Руши Видинлиев /won/
„БГ композитор на годината“ през 2005 от БГ радио /won/
„Зрителски хит на годината“ през 2006 от Телевизия ММ /won/ (Star Tattooed с участието на AVA – Make Me High)
„Дебют на годината“ през 2006 от Телевизия ММ /nomination/ (Star Tattooed)
„Български хит за 2006 година“ през 2007 от МАД ТВ – Гърция /nomination/ (Star Tattooed с участието на AVA – Make Me High)
„Поп албум на 2007“ Телевизия ММ – „Без Страх“ – Невена (won)
„БГ Албум на 2007“ БГ Радио – ”Без страх” – Невена (won)
„Вариететно изкуство“ награди ИКАР 2010 /nomination/ Miro Gee pres. Angelique Cinelu – Very Very Hot
„Телевизионна и кино реклама“ ФАРА 2010 за Mtel Prima 4Kids /бронз for DDB Sofia/ /won/